# Menzura
Menzura je vrsta staklenog kemijskog posuđa koje služi grubom mjerenju volumena tekućina.
Menzure su baždarene na ulijevanje (pri čemu nose oznaku IN) ili izlijevanje (kada nose oznaku EX) na nekoj temperaturi, najčešće 20 °C. Na bazi imaju postolje, a na vrhu izljev.